# Echipa națională de fotbal a Samoei Americane
Echipa națională de fotbal a Samoei Americane este una dintre cele mai slabe echipe naționale de fotbal. Este controlată de Federația de Fotbal a Samoei Americane (Football Federation American Samoa). Deține recordul pentru cea mai mare înfrângere într-un meci național de fotbal, fiind înfrântă de Australia cu scorul de 31 la 0. Jocul slab al echipei se datorează atât populației scăzute cât și popularitatea altor sporturi precum fotbalul american, baseballul și baschetul.
Samoa Americană nu a câștigat niciodată un meci organizat de FIFA. Echipa a înregistrat o singură victorie împotriva insulelor Wallis și Futuna la competiția fotbalistică de la Jocurile Pacificului de Sud din 1983, când echipa nu era încă membră FIFA (Wallis și Futuna nu sunt nici în acest moment). Meciul s-a terminat 3-0 pentru Samoa Americană, dar nu a fost de ajuns ca echipa să depășească ultimul loc al grupei.
În acest moment, Samoa Americană este una din cele mai slabe echipe naționale de fotbal.